# بنك أديرونداك سنتر
بنك أديرونداك سنتر (بالإنجليزية: Adirondack Bank Center)‏ هي ساحة متعددة الأغراض تتسع لـ3،860 مقعدًا في أوتيكا، نيويورك، بسعة 5،700 للحفلات الموسيقية.